# Naoki
Naoki (jap. なおき, ナオキ) – popularne męskie imię japońskie.

## Możliwa pisownia
Naoki można zapisać, używając wielu różnych znaków kanji i może znaczyć m.in.:
- 直樹, „szczerość, drzewo”[1]
- 直貴, „szczerość, cenny”
- 直紀, „szczerość, rejestr”
- 直幹, „szczerość, pień drzewa”
- 直輝, „szczerość, jasność”
- 尚貴, „szacunek, cenny”

## Znane osoby
- Naoki (直樹), perkusista japońskiego zespołu Deathgaze
- Naoki Hattori (尚貴), japoński kierowca wyścigowy
- Naoki Matsuda(直樹), japoński piłkarz grający na pozycji środkowego obrońcy
- Naoki Satō (直紀), japoński producent i kompozytor muzyki do anime
- Naoki Soma (直樹) były japoński piłkarz grający na pozycji obrońcy
- Naoki Sugita (直樹), japoński neurolog i psychiatra
- Naoki Tatsuta (直樹), japoński seiyū
- Naoki Tsukahara (直貴), japoński lekkoatleta, sprinter
- Naoki Urasawa (直樹), japoński mangaka
- Naoki Yamada (直輝), japoński piłkarz
- Naoki Yanagi (直樹), japoński seiyū
- Naoki Yasuzaki (直幹), były japoński skoczek narciarski

## Fikcyjne postacie
- Naoki Domon (直樹) / Niebieski Racer, bohater serialu tokusatsu Gekisō Sentai Carranger
- Naoki Irie (直樹), główny bohater mangi i anime Itazura-na Kiss
- Naoki Kamiya (直輝), główny bohater TV dramy Buzzer Beat
- Naoki Kashima (尚紀), główny bohater gry jRPG Shin Megami Tensei: Lucifer's Call